# Scambus albipes
Scambus albipes là một loài tò vò trong họ Ichneumonidae.